# Lisa Dobriskey
Lisa Jane Dobriskey (Ashford, 1983. december 23. –) brit atlétanő, futó.
A 2006-os nemzetközösségi játékokon aranyérmes lett ezerötszáz méteren. A 2009-es berlini világbajnokságon a bahreini Marjam Dzsamál mögött lett második ezerötszázon.

## Egyéni legjobbjai
Szabadtér
- 800 méter - 2:02,90
- 1500 méter - 3:59,50
- 3000 méter - 8:54,12

Fedett pálya
- 1000 méter - 2:44,13
- 1500 méter - 4:08,88
- 3000 méter - 8:47,25